# Chiesa dei Santi Silvestro e Valentino
La chiesa dei Santi Silvestro e Valentino è un edificio religioso di Cividale del Friuli.

## Storia
La presenza della chiesa è documentata fin dal VII secolo, inoltre, scavi archeologici eseguiti nei primi anni del secolo scorso hanno scoperto alcune tombe di epoca longobarda.
La chiesa fu distrutta nel 1272 e venne ricostruita dopo dieci anni; fu nuovamente rifatta nel corso del XVI secolo lungo le mura cittadine, fu ancora rimaneggiata nel Settecento, nell'Ottocento e all'inizio del Novecento.

## Esterno
La facciata è divisa in tre parti da lesene, che terminano con capitelli corinzi sormontati da un cornicione. La fascia centrale è messa in evidenza da un timpano dentellato.

## Interno
All'interno vi è una navata unica, con affresco del soffitto realizzato nel 1918 da Francesco Barazzutti.
Nel presbiterio si può ammirare una Annunciazione, affresco attribuito, come pure quelli della Sacrestia, a Giulio Quaglio il Giovane.
Alla parete sinistra un Crocifisso ligneo, opera di Orazio Liberale e risalente al 1566.